# Венера і Амур (Гольбейн)
Венера і Амур (більш відома як Афродіта і Купідон) — картина 1524 р. німецького живописця Ганса Гольбейна Молодшого, що зберігається в Базельському музеї (Швейцарія). Цей твір - найдавніша міфологічна картина Гольбейна із зображенням римської богині кохання Венери з її сином Амуром (Купідоном), вважається, що натурниця була його подругою Магдаленою Оффенбург. Вони показані перед великою підвісною зеленою завісою і за низьким парапетом. Венера зображена з відкритим жестом і щирим поглядом. Купідон зображений зі стрілкою любові в лівій руці. У нього червоно-помаранчеве волосся, витримане в такому ж забарвленні та тоні насичених рукавів, що покривають руки матері.
Венера і Амур були написані після повернення Гольбейна до Базеля після нетривалого перебування у Франції. Перебуваючи там, він мав доступ до колекції Франциска I, і, ймовірно, ця робота була однією з його ранніх відповідей на його експозицію до італійських художників епохи. Такі впливи можна побачити в жесті Венери, чия позиція дуже перегукується з Ісусом у Тайній вечері Леонардо да Вінчі 1498 року. Крім того, її довге, овальне, ідеалізоване обличчя здається тісно змодельованим на зображеннях Діви Марії Леонардо да Вінчі.

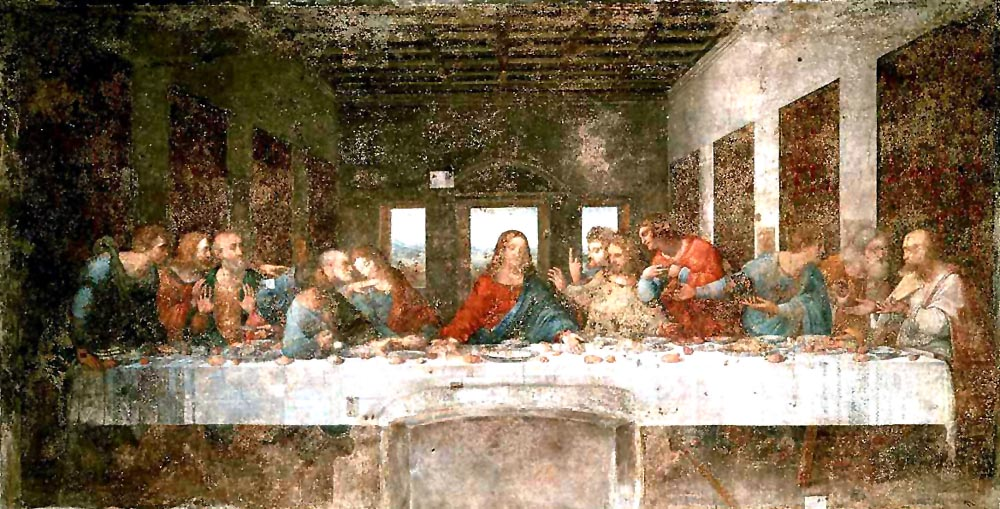
Тайна вечеря, Леонардо да Вінчі, 1498

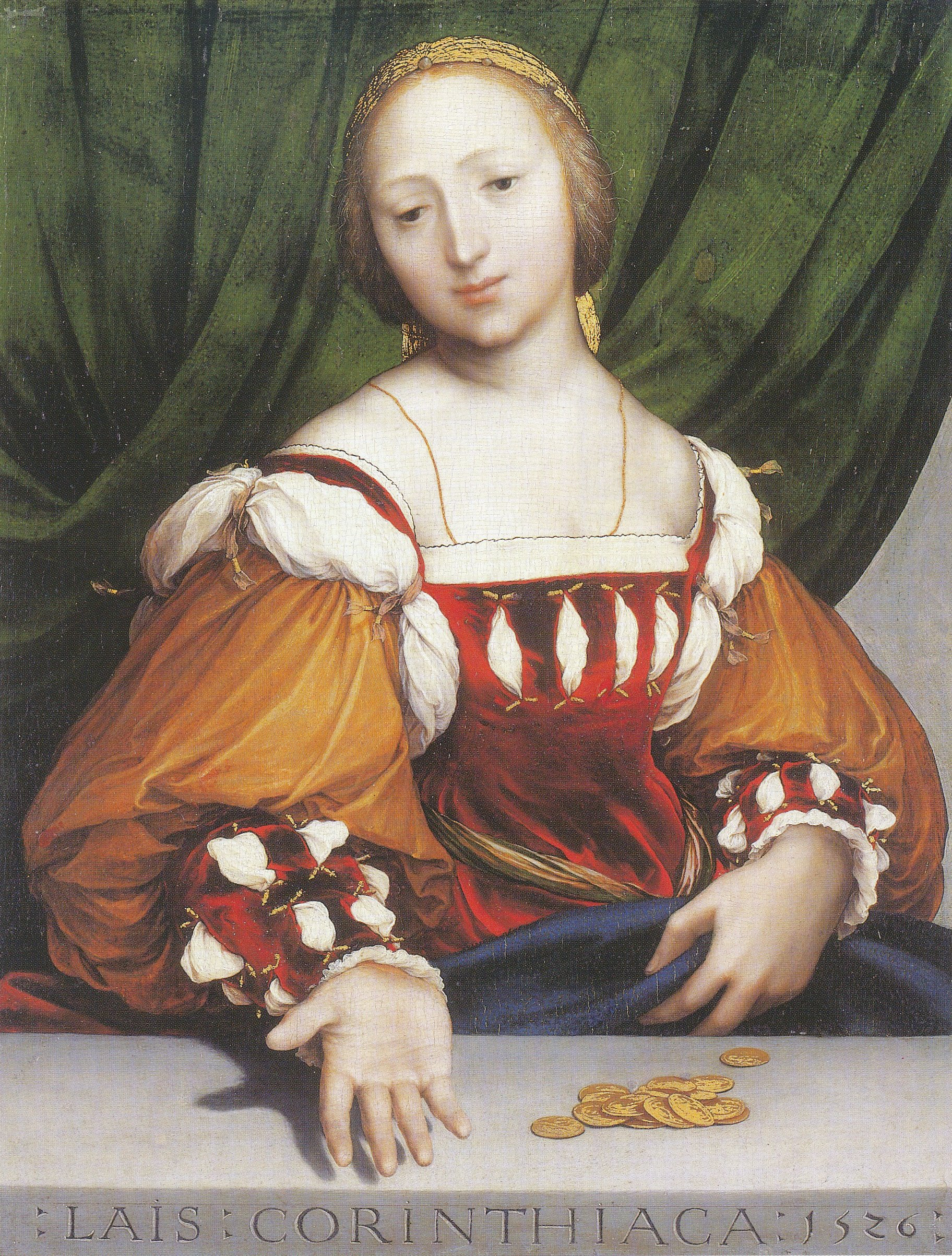
Лаїс з Корінфа, 1526 р., також позує Магдалена Оффенбург

Леонардівський портрет був дуже популярним у північній Європі протягом 1520-х років, і вважається, що ряд творів Гольбейна цього періоду були прямими спробами спокусити та завоювати прихильність потенційних заможних меценатів. Мистецтвознавці Оскар Батшман і Паскаль Грінер писали в 1999 році, що, як і у подібної картини Лаїс з Корінфа, відкрита рука у Венери, що «тягнеться до провідника і майбутнього колекціонера».
Робота вперше згадується, коли вона перейшла у володіння колекціонера Базилія Амербаха в 1578 році в подарунок від його двоюрідного брата Франца Рехбергера. В інвентарі Амербаха записано, що твір був сформований як портрет дами з родини Оффенбургів, однак це твердження не було обґрунтовано істориками мистецтва. Вебгалерея мистецтв зазначає, що «навіть якщо Гольбейн скористався портретним дослідженням, він ідеалізував свою модель до тієї міри, коли її вже не можна вважати справжнім портретом».